# Dolores Campos Herrero
Dolores Campos-Herrero Navas (Arona, 1954-Las Palmas de Gran Canaria, 2007) fue una escritora, periodista y activista cultural canaria. 

## Biografía
Nació en Tenerife y vivió sus primeros años en Lanzarote pero la mayor parte de su vida residió en Gran Canaria donde desarrolló su carrera. Licenciada en Ciencias de la Información formó parte de la plantilla fundacional de Canarias7, fue corresponsal de El País y escribió para Quimera, El viejo topo, El urogallo, Disenso, Alharafish, La plazuela de las letras o Cuadernos del Ateneo de La Laguna. 
Su actividad fue variada y profusa: guionista de televisión (trabajó en RTVE desde 1987 hasta su muerte), dramaturga, periodista, bloguera, activista cultural y formadora en diferentes talleres literarios, cultivó diversos géneros como la poesía, el relato breve o la literatura infantil.
En los años ochenta se dio a conocer con su obra poética en la colección Nuevas Escrituras Canarias, junto a un grupo numeroso de autores y autoras que pasaron más tarde a ser conocidos como la Generación del Silencio.
Falleció, prematuramente, el 20 de octubre de 2007.

## Obra
Enriqueció el panorama literario femenino en Canarias con la publicación de quince libros y tres plaquettes que incluyen diferentes géneros, destacando en el relato breve o "brevería", como a ella le gustaba llamarlo. Su primera obra poética publicada fue Chanel número cinco (1985). A  ésta le siguieron otros títulos como Siete Lunas (2002), Otros domingos (2003)  Noticias del paraíso (2005),  Una vida imaginada (2007) y El libro de los naufragios (2009). Se estrenó como narradora con  Daiquiri y otros cuentos seguida de Basora (1989),  Fieras y ángeles, Un bestiario doméstico (2004), Veranos Mortales (2005), Santos y pecadores (2006) Eva, el Paraíso y otros territorios (2006), Ficciones mínimas (2007), Breverías (2008) y  Finales felices (2008).  En su bibliografía,  sobresalen los títulos de literatura infantil y juvenil  Azalea (1993),  Arajelbén (2005), Rosaura y los autómatas (2007),El viaje de Almamayé (2007) y Fanny y los seres impares (2010).

## Premios y reconocimientos
- (1993)Con Azalea ganó el premio Atlántico de Literatura Infantil en 1993.[4][5]

- (2008)Tras su fallecimiento como reconocimiento a su contribución cultural, el Ayuntamiento de Las Palmas de Gran Canaria bautizó con su nombre la Biblioteca Pública de Schamann que fue inaugurada el 23 de abril de 2008.

- (2016) El Cabildo de Gran Canaria convocó en 2016 la primera edición del Premio Regional de Narrativa Breve Dolores Campos Herrero para el fomento de la escritura.[6]
- (2022) Se celebra el Día de las Letras Canarias dedicado a Dolores Campos Herrero[7]